# Paliacija
Paliacija ali paliativna oskrba pomeni lajšanje simptomov bolezni brez zdravilnega učinka, največkrat pri neozdravljivo bolnih, kjer se je prenehalo z zdravljenjem. Namenjena je izboljšanju kakovosti življenja bolnikov in njihovih družin.
Pojem se v zadnjem času širi in pomeni tudi lajšanje simptomov pri zdravljenju, na primer pri kemoterapiji. V javnem zdravju ima mesto kvartarne ravni preventive. Izvaja se v različnih okoljih, kot so bolnišnice, pri bolnikih doma, zdravstveni domovi ali specializiranih ustanovah – hospicih.

## Zgodovina
Za začetek paliativne oskrbe velja hospic za pomoč umirajočim, ki ga je v 60-ih letih dvajsetega stoletja v Združenem kraljestvu ustanovila Cicely Saunders. V 70.-ih letih je kanadski zdravnik Balfour Mount vpeljal model oskrbe umirajočih v bolnišnicah in to poimenoval paliativna oskrba. V Sloveniji se je začel razvoj paliativne oskrbe osredi 90-ih let, najprej z gibanjem Hospic. Od leta 2010 obstaja v Sloveniji državni program paliativne oskrbe, s katerim so bili postavljeni temelji stroke paliativne oskrbe.